# Шлях поколінь
«Шлях поколінь» — український військовий фільм режисера Володимира Сидька, фільм заснований на реальних подіях. 

## Сюжет
Основі сюжету події, що відбувалися під час існування УПА, та паралельно сьогоднішня російсько-українська війна. Головний герой на  ім’я Назар - це молодий програміст, для якого війна на Донбасі - це інше життя, яке не стосується нього. Але одна ніч у лісі повністю змінює життя Назара. Уві сні до хлопця приходить український воїн з минулого, що воював у цьому місці проти наших ворогів.
Між ними відбувається непроста розмова, яка закидає головного героя в минуле і назавжди змінює майбутнє хлопця, де на нього чекає запекла боротьба з ворогом.
Та складність у тому, що перед Назаром постає складний вибір - стати на захист рідної країни, яка опинилась у ворожому вогні, або залишитися поруч з вагітною дружиною, яка також розраховує на його допомогу.
Війна бійців УПА за Україну та новітня війна, яку проти нас розпочала РФ, тісно переплітаються у сюжеті, вони взаємопов'язані.

## Актори
- Назар Борушок  — Назар
- Володимир Ніколаєнко  — Борис Скляр
- Лариса Руснак  — Наталя
- Костянтин Афанасьєв  — Степан
- Світлана Матвіїшин  —  Ольга Чемерис
- Анастасія Нестеренко  — Настя
- Роксолана Лудин  — Марія
- Сергій Великий  — Антон
- Павло Довгань-Левицький  — Іван
- Зелена Ганна Йонівна  — саму себе